# Ecuadoraans voetbalelftal in 1984
Het Ecuadoraans voetbalelftal speelde in totaal zes officiële interlands in het jaar 1984, alle vriendschappelijk. De ploeg stond onder leiding van de Braziliaan Antoninho Ferreira.

## Balans
| Wedstrijden | Wedstrijden | Wedstrijden | Wedstrijden | Doelpunten | Doelpunten | Doelpunten | Punten |
| Gespeeld    | Winst       | Gelijk      | Verlies     | Voor       | Tegen      | Saldo      | Punten |
| ----------- | ----------- | ----------- | ----------- | ---------- | ---------- | ---------- | ------ |
| 6           | 0           | 4           | 2           | 5          | 7          | –2         | 0.667  |

## Interlands
|                                                        |                  |       |         |                     |
| 30 november Vriendschappelijk № 136 «onderlinge duels» | Verenigde Staten | 0 – 0 | Ecuador | Ball Park, New York |
| 30 november Vriendschappelijk № 136 «onderlinge duels» |                  |       |         | Ball Park, New York |

|                                                       |                                       |       |                                      |                    |
| 2 december Vriendschappelijk № 137 «onderlinge duels» | Verenigde Staten                      | 2 – 2 | Ecuador                              | Orange Bowl, Miami |
| 2 december Vriendschappelijk № 137 «onderlinge duels» | Jacques LaDouceur ??' Steve Sharp ??' |       | ??' Hermen Benítez ??' Hamilton Cuvi | Orange Bowl, Miami |

|                                                       |                                                    |       |                                              |                                                                                 |
| 4 december Vriendschappelijk № 138 «onderlinge duels» | Mexico                                             | 3 – 2 | Ecuador                                      | Memorial Coliseum, Los Angeles Toeschouwers: 25.000 Scheidsrechter: Luis Macias |
| 4 december Vriendschappelijk № 138 «onderlinge duels» | Javier Aguirre 39' Mario Trejo 62' Luis Flores 82' |       | ??' José Elias de Negri ??' José Villafuerte | Memorial Coliseum, Los Angeles Toeschouwers: 25.000 Scheidsrechter: Luis Macias |

|                                                       |          |       |         |                               |
| 7 december Vriendschappelijk № 139 «onderlinge duels» | Honduras | 0 – 0 | Ecuador | Estadio Nacional, Tegucigalpa |
| 7 december Vriendschappelijk № 139 «onderlinge duels» |          |       |         | Estadio Nacional, Tegucigalpa |

|                                                       |           |       |         |                                           |
| 9 december Vriendschappelijk № 140 «onderlinge duels» | Guatemala | 1 – 0 | Ecuador | Estadio Cementos Progreso, Guatemala-Stad |
| 9 december Vriendschappelijk № 140 «onderlinge duels» |           |       |         | Estadio Cementos Progreso, Guatemala-Stad |

|                                                        |                      |       |                   |                                 |
| 12 december Vriendschappelijk № 141 «onderlinge duels» | El Salvador          | 1 – 1 | Ecuador           | Estadio Cuscatlán, San Salvador |
| 12 december Vriendschappelijk № 141 «onderlinge duels» | José María Rivas ??' |       | ??' Lupo Quiñónez | Estadio Cuscatlán, San Salvador |

## Statistieken
| Israel Rodríguez    | 1960-11-16 | Club Sport Emelec | 5 | 0 | 0 | 6  | 0 |
| Pedro Latino        | 1953-05-01 | Deportivo Quito   | 1 | 0 | 0 | 1  | 0 |
| Verdediging         |            |                   |   |   |   |    |   |
| Flavio Perlaza      | 1952-10-07 | Barcelona SC      | 6 | 0 | 0 | 19 | 1 |
| Orly Klinger        | 1956-10-10 | LDU Portoviejo    | 6 | 0 | 0 | 16 | 1 |
| Hans Maldonado      | 1957-07-25 | El Nacional       | 6 | 0 | 1 | 12 | 1 |
| Luis Preciado       | 1962-10-17 | CD Filanbanco     | 4 | 0 | 0 | 4  | 0 |
| Hólger Quiñónez     | 1962-08-18 | Barcelona SC      | 2 | 0 | 0 | 2  | 0 |
| Middenveld          |            |                   |   |   |   |    |   |
| José Villafuerte    | 1956-11-07 | El Nacional       | 6 | 0 | 1 | 34 | 3 |
| José Elías de Negri | 1954-06-20 | El Nacional       | 5 | 0 | 1 | 5  | 1 |
| Carlos Torres       | 1951-08-15 | Club 9 de Octubre | 3 | 1 | 0 | 16 | 2 |
| Marcelo Hurtado     | 1959-11-10 | CD Filanbanco     | 3 | 0 | 0 | 3  | 0 |
| Hermen Benítez      | 1961-05-04 | El Nacional       | 2 | 2 | 1 | 4  | 1 |
| José Vicente Moreno | 1962-05-25 | LDU Quito         | 0 | 2 | 0 | 2  | 0 |
| Aanval              |            |                   |   |   |   |    |   |
| Fernando Baldeón    | 1959-02-25 | El Nacional       | 1 | 6 | 0 | ?? | ? |
| Hamilton Cuvi       | 1960-05-08 | Club 9 de Octubre | 5 | 1 | 1 | 8  | 1 |
| Lupo Quiñónez       | 1957-02-12 | Barcelona SC      | 5 | 1 | 1 | 17 | 3 |
| Jorge Vinicio Ron   | 1958-02-06 | El Nacional       | 1 | 2 | 0 | 24 | 0 |

FEF · A-internationals · Bondscoaches · Selecties · Statistieken · Ecuadoraans vrouwenelftal · Olympisch elftal · Ecuador U21 · Ecuador U20 · Ecuador U18 · Ecuador U17
1938 – 1949 ·
1950 – 1959 ·
1960 – 1969 ·
1970 – 1979 ·
1980 – 1989 ·
1990 – 1999 ·
2000 – 2009 ·
2010 – 2019 ·
2020 − 2029
WK 2002 · 
WK 2006 · 
WK 2014
1938 · 
1939 · 
1940 · 
1941 · 
1942 · 
1943 · 1944 · 
1945 · 
1946 · 
1947 · 
1948 · 
1949 · 
1950 · 1951 · 1952 · 
1953 · 
1954 · 
1955 · 
1956 · 
1957 · 
1958 · 
1959 · 
1960 · 
1961 · 1962 · 
1963 · 
1964 · 
1965 · 
1966 · 
1967 · 1968 · 
1969 · 
1970 · 
1971 · 
1972 · 
1973 · 
1974 · 
1975 · 
1976 · 
1977 · 
1978 · 
1979 · 
1980 · 
1981 · 
1982 · 
1983 · 
1984 · 
1985 · 
1986 · 
1987 · 
1988 · 
1989 · 
1990 · 
1991 · 
1992 · 
1993 · 
1994 · 
1995 · 
1996 · 
1997 · 
1998 · 
1999 · 
2000 · 
2001 · 
2002 · 
2003 · 
2004 · 
2005 · 
2006 · 
2007 · 
2008 · 
2009 · 
2010 · 
2011 · 
2012 · 
2013 · 
2014 · 
2015 · 
2016 · 
2017 ·
2018 ·
2019 ·
2020 ·
2021 ·
2022
Argentinië ·
Armenië ·
Australië ·
Bolivia · 
Brazilië ·
Bulgarije ·
Canada ·
Chili ·
Colombia ·
Costa Rica ·
Cuba ·
Denemarken ·
DDR ·
Duitsland ·
El Salvador ·
Engeland ·
Estland ·
Finland ·
Frankrijk ·
Griekenland ·
Guatemala ·
Haïti ·
Honduras ·
Ierland ·
Irak ·
Iran ·
Italië ·
Jamaica ·
Japan ·
Joegoslavië ·
Jordanië ·
Kaapverdië ·
Koeweit ·
Kroatië · 
Libanon ·
Mexico ·
Nederland ·
Nigeria ·
Noord-Macedonië ·
Oeganda ·
Oman ·
Panama ·
Paraguay ·
Peru ·
Polen ·
Portugal ·
Qatar ·
Roemenië ·
Saoedi-Arabië ·
Schotland ·
Senegal ·
Spanje ·
Trinidad en Tobago ·
Turkije · 
Uruguay ·
Venezuela ·
Verenigde Staten ·
Wit-Rusland ·
Zambia ·
Zuid-Afrika ·
Zuid-Korea ·
Zweden ·
Zwitserland
Costa Rica (2006) · 
Duitsland (2006) · 
Engeland (2006) · 
Frankrijk (2014) · 
Honduras (2014) · 
Nederland (2022) · 
Polen (2006) · 
Qatar (2022) · 
Zwitserland (2014)